# نيكولو فيراري
نيكولو فيراري (بالإيطالية: Niccolò Ferrari)‏ هو راكب الكنو إيطالي، ولد في 24 أغسطس 1987 في بادوفا في إيطاليا.

## وصلات خارجية
- نيكولو فيراري على موقع الاتحاد الدولي للكانو (الإنجليزية)
- نيكولو فيراري على موقع أوليمبيديا (الإنجليزية)